# Chârost

Chârost este o comună în departamentul Cher, Franța. În 1 ianuarie 2022 avea o populație de 899 de locuitori.